# آدا أدلر
آدا أدلر (بالدنماركية: Ada Adler)‏ هي باحثة في تاريخ العصور الكلاسيكية وأمينة مكتبة دنماركية، ولدت في 18 فبراير 1878 في فريدريكسبرغ في الدنمارك، وتوفيت في 28 ديسمبر 1946 في كوبنهاغن في الدنمارك.